# Ratt (EP)
| Recensione | Giudizio |
| ---------- | -------- |
| AllMusic   |          |

Ratt è il primo EP del gruppo musicale statunitense Ratt, pubblicato il 23 agosto 1983 dall'etichetta indipendente Time Coast Records. È stato ristampato per il mercato europeo nel 1985.
Le gambe della modella in copertina sono di Tawny Kitaen, ai tempi fidanzata con il chitarrista Robbin Crosby, che avrebbe in seguito posato anche per la copertina di Out of the Cellar.

## Tracce
1. Sweet Cheater – 2:41 (Stephen Pearcy, Robbin Crosby)
2. You Think You're Tough – 3:54 (Pearcy, Crosby)
3. U Got It – 3:01 (Pearcy, Crosby)
4. You're in Trouble* – 3:15 (Pearcy, Crosby, Warren DeMartini)
5. Tell the World – 3:16 (Pearcy, Crosby)
6. Back for More – 4:42 (Pearcy, Crosby)
7. Walking the Dog – 3:38 (Rufus Thomas)

* Presente solo nella versione per il mercato europeo.

## Formazione
- Stephen Pearcy – voce
- Robbin Crosby – chitarra, cori
- Warren DeMartini – chitarra, cori
- Juan Croucier – basso, cori
- Bobby Blotzer – batteria